# Larne Football Club
Maillots
Actualités
Dernière mise à jour : 19 décembre 2024.
Le Larne Football Club est un club nord-irlandais de football basé à Larne.

## Historique
- 1890 : fondation du club
- 2023 : le club est sacré champion d'Irlande du Nord pour la première fois de son histoire[2].
- 2024 : le club remporte son deuxième titre de champion d'Irlande du Nord consécutif[3].

## Bilan sportif

### Palmarès
- Championnat d'Irlande du Nord
  - Champion en 2023 et  2024

- Coupe d'Irlande du Nord
  - Finaliste en 1928, 1935, 1987, 1989, 2005  et 2021

- Coupe de la Ligue d'Irlande du Nord
  - Finaliste en 1992, 2004

- Supercoupe d'Irlande du Nord
  - Vainqueur en 2024
  - Finaliste en 2023

- Championnat d'Irlande du Nord de deuxième division 
  - Champion en 2019

### Bilan européen
Note : dans les résultats ci-dessous, le score du club est toujours donné en premier.
| Saison    | Compétition             | Tour             | Club                  | Domicile | Extérieur | Total             |
| --------- | ----------------------- | ---------------- | --------------------- | -------- | --------- | ----------------- |
| 2021-2022 | Ligue Europa Conférence | Premier tour Q   | Bala Town             | 1 - 0    | 1 - 0     | 2 - 0             |
| 2021-2022 | Ligue Europa Conférence | Deuxième tour Q  | AGF Aarhus            | 2 - 1    | 1 - 1     | 3 - 2             |
| 2021-2022 | Ligue Europa Conférence | Troisième tour Q | Paços de Ferreira     | 1 - 0    | 0 - 4     | 1 - 4             |
| 2022-2023 | Ligue Europa Conférence | Premier tour Q   | Saint Joseph's FC     | 0 - 1    | 0 - 0     | 0 - 1             |
| 2023-2024 | Ligue des champions     | Premier tour Q   | HJK Helsinki          | 2 - 2 ap | 0 - 1     | 2 - 3             |
| 2023-2024 | Ligue Europa Conférence | Deuxième tour Q  | KF Ballkani           | 1 - 4    | 0 - 3     | 1 - 7             |
| 2024-2025 | Ligue des champions     | Premier tour Q   | FK RFS                | 0 - 4    | 0 - 3     | 0 - 7             |
| 2024-2025 | Ligue Conférence        | Troisième tour Q | KF Ballkani           | 0 - 1 ap | 1 - 0     | 1 - 1 (4 - 1 tab) |
| 2024-2025 | Ligue Conférence        | Barrages Q       | Lincoln Red Imps      | 3 - 1    | 1 - 2     | 4 - 3             |
| 2024-2025 | Ligue Conférence        | Phase de ligue   | Molde FK              | N/A      | 0 - 3     | 34e               |
| 2024-2025 | Ligue Conférence        | Phase de ligue   | Shamrock Rovers       | 1 - 4    | N/A       | 34e               |
| 2024-2025 | Ligue Conférence        | Phase de ligue   | FC Saint-Gall         | 1 - 2    | N/A       | 34e               |
| 2024-2025 | Ligue Conférence        | Phase de ligue   | NK Olimpija Ljubljana | N/A      | 0 - 1     | 34e               |
| 2024-2025 | Ligue Conférence        | Phase de ligue   | Dinamo Minsk          | N/A      | 0 - 2     | 34e               |
| 2024-2025 | Ligue Conférence        | Phase de ligue   | KAA La Gantoise       | 1 - 0    | N/A       | 34e               |
| 2025-2026 | Ligue Conférence        | Premier tour Q   | FK Auda               | 0 - 0    | 2 - 2 ap  | 2 - 2 (4 - 2 tab) |
| 2025-2026 | Ligue Conférence        | Deuxième tour Q  | FC Pristina           | 0 - 0    | 1 - 1 ap  | 1 - 1 (5 - 4 tab) |
| 2025-2026 | Ligue Conférence        | Troisième tour Q | CD Santa Clara        | 0 - 3    | 0 - 0     | 0 - 3             |

Légende
- Victoire ou qualification pour le tour suivant
- Match nul
- Défaite ou élimination de la compétition

## Identité visuelle

Ancien logo.
Logo actuel.